# Roweaster
Roweaster is een geslacht van uitgestorven zee-egels uit de familie Micrasteridae.

## Soorten
- Roweaster corbovis (Forbes, 1850) †
- Roweaster joviniacensis (Lambert, 1924) †
- Roweaster sanctaemaurae (Gauthier, 1886) †